# Clinocera plectrum
Clinocera plectrum är en tvåvingeart som beskrevs av Josef Mik 1880. Clinocera plectrum ingår i släktet Clinocera och familjen dansflugor. Inga underarter finns listade i Catalogue of Life.